# TV4 Sport
TV4 Sport (voorheen TV 4 Sport-Expressen) was een sportkanaal op de Zweedse televisie die werd opgericht door de krant Expressen onder de naam Sport-Expressen. In mei 2006 kreeg TV 4 AB het voor het grootste deel voor het zeggen. TV 4 Sport-Expressen zond onder andere handbal, tennis, motorsport en voetbal uit.
Het kanaal werd in april 2014 omgedoopt tot TV12.